# Rémy Martin

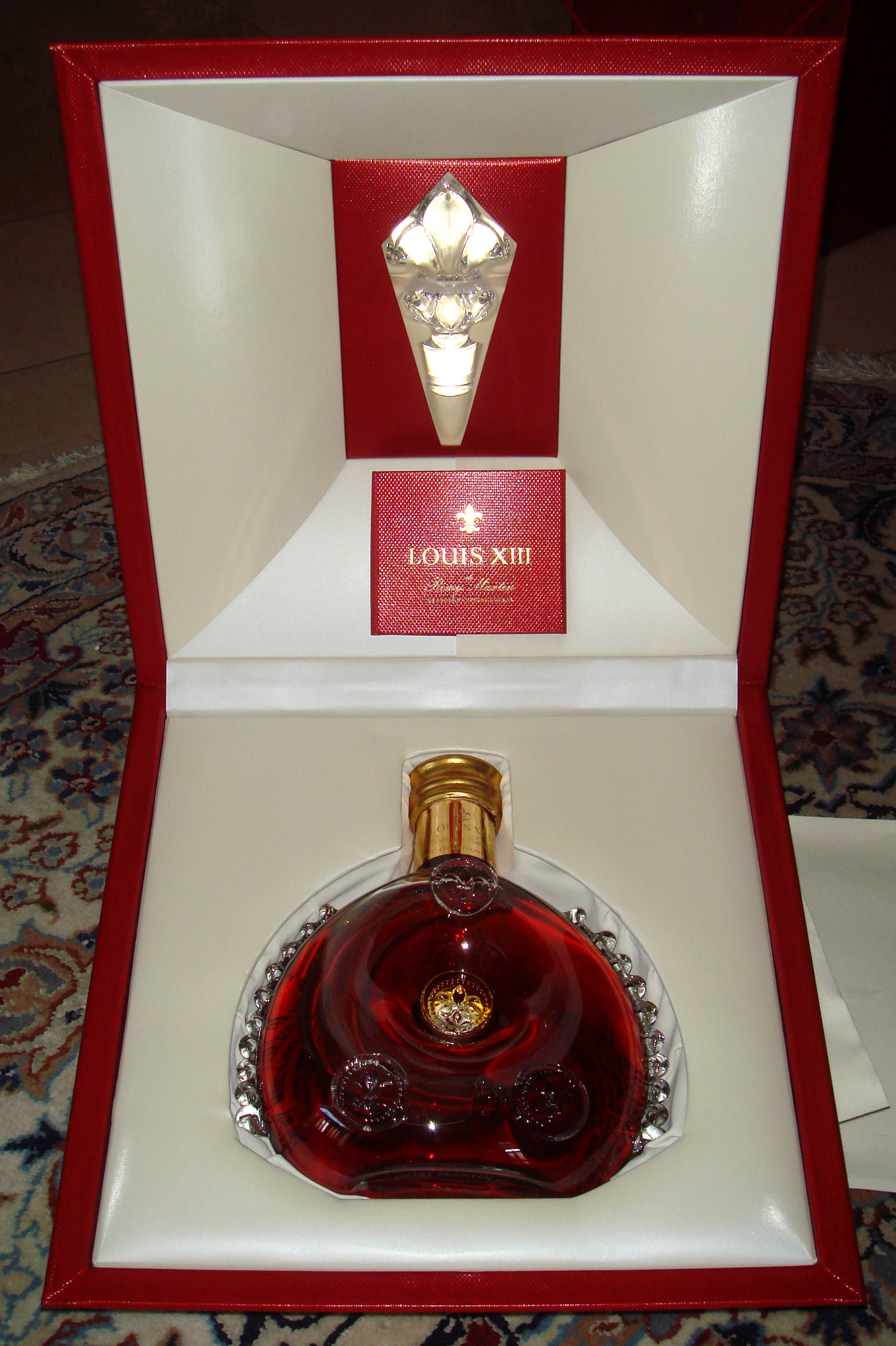
Een fles Louis XIII de Rémy Martin, de duurste soort Rémy Martin

Rémy Martin is een Franse cognac. Deze wordt geproduceerd door het bedrijf met dezelfde naam, dat in 1724 werd gesticht door de persoon Rémy Martin.
Begin jaren negentig nam Pierre Cointreau het initiatief voor een fusie met Cointreau, wat in 1991 leidde tot het ontstaan van een van de belangrijkste Franse wijn- en drankengroep Rémy Cointreau.
De duurste soort die ze verkopen is de Rémy Martin Louis XIII